# Jacques Herbrand
Pour les articles homonymes, voir Herbrand.
Jacques Herbrand, né à Paris le 12 février 1908 et mort dans un accident de montagne à La Bérarde en Oisans (Isère) le 27 juillet 1931, est un mathématicien et logicien français.

## Formation
Reçu deuxième au concours de l'École normale supérieure en 1925, il est premier à l'agrégation de mathématiques en 1928. Il rejoint l’armée en octobre 1929 pour faire son service militaire, puis soutient sa thèse à la Sorbonne en 1930, devant un jury présidé par Ernest Vessiot.
En 1930-1931, une bourse de la Fondation Rockefeller lui permet de se rendre en Allemagne pour étudier d’abord à Berlin avec John von Neumann, puis à Hambourg avec Emil Artin, et enfin à Göttingen avec Emmy Noether.

## Décès

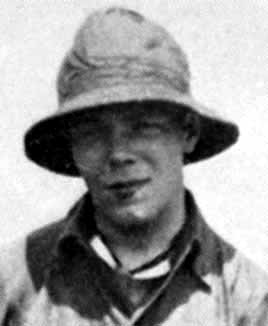
Dernière photographie de Jacques Herbrand prise au cours de l'excursion où il trouva la mort.

Un mois plus tard, sa mort prématurée en redescendant des Bans (3 669 m) au-dessus de La Bérarde, avec trois camarades,, met brutalement fin à une correspondance qu'il venait tout juste d'entamer avec Kurt Gödel.
Signalons aussi qu'il n'a pu relire son manuscrit Le développement moderne de la théorie des corps algébriques : corps de classes et lois de réciprocité (Mémorial des sciences mathématiques, fasc. LXXV, 72 pages, Gauthier-Villars, 1936), qui a été relu par Claude Chevalley pour sa publication posthume et discuté en cette occasion avec Jean Cavaillès. Ces  aspects de la théorie du corps de classes seraient à préciser, notamment en ce qui concerne un autre « théorème de Herbrand » de nature cohomologique sur les unités des corps de nombres, de grande importance et très souvent utilisé et généralisé, le fameux quotient de Herbrand (en).
Il n'en laisse pas moins son nom à deux autres théorèmes, le théorème de Herbrand-Ribet, en théorie des nombres, et le théorème de Herbrand, en logique. Il est à l'origine du « modèle de Herbrand-Gödel » des fonctions récursives.
Selon le mathématicien Claude Chevalley, « Jacques Herbrand aurait détesté Bourbaki. »
Une exposition lui a été consacrée à l'École normale supérieure, à l'occasion du centenaire de sa naissance.

## Œuvres
- Recherches sur la théorie de la démonstration : Thèses présentées à la faculté des sciences de Paris, Paris, 1930, 128 p. (lire en ligne)
- « Sur la théorie de la démonstration », CRAS, vol. 186,‎ mai 1928, p. 1274-1276 (ISSN 0001-4036, lire en ligne)
- « Non-contradiction des axiomes arithmétiques », CRAS, vol. 188,‎ janvier 1929, p. 303-304 (ISSN 0001-4036, lire en ligne)
- « Sur quelques propriétés des propositions vraies et leurs applications », CRAS, vol. 188,‎ avril 1929, p. 1076-1078 (ISSN 0001-4036, lire en ligne)
- « Sur le problème fondamental des mathématiques », CRAS, vol. 189,‎ octobre 1929, p. 554-556 (ISSN 0001-4036, lire en ligne)
- « Sur le problème fondamental des mathématiques (erratum) », CRAS, vol. 189,‎ octobre 1929, p. 720 (ISSN 0001-4036, lire en ligne)
- « Recherche des solutions bornées de certaines équations fonctionnelles », CRAS, vol. 189,‎ octobre 1929, p. 669-671 (ISSN 0001-4036, lire en ligne)
- « Recherche des solutions bornées de certaines équations fonctionnelles (erratum) », CRAS, vol. 189,‎ octobre 1929, p. 811 (ISSN 0001-4036, lire en ligne)
- « Les bases de la logique hilbertienne », Revue de métaphysique et de morale, vol. 37, no 3,‎ 1930, p. 243-255 (lire en ligne)
- « Détermination des groupes de ramification d'un corps à partir de ceux d'un sur-corps », CRAS, vol. 191,‎ novembre 1930, p. 980-982 (ISSN 0001-4036, lire en ligne)
- « Détermination des groupes de ramification d'un corps à partir de ceux d'un sur-corps (erratum) », CRAS, vol. 191,‎ novembre 1930, p. 1272 (ISSN 0001-4036, lire en ligne)
- « Nouvelle démonstration et généralisation d'un théorème de Minkowski », CRAS, vol. 191,‎ décembre 1930, p. 1282-1285 (ISSN 0001-4036, lire en ligne)
- « Sur les unités d'un corps algébrique », CRAS, vol. 192,‎ janvier 1931, p. 24-27 (ISSN 0001-4036, lire en ligne)
- « Sur les unités d'un corps algébrique (erratum) », CRAS, vol. 192,‎ janvier 1931, p. 188 (ISSN 0001-4036, lire en ligne)
- Claude Chevalley et Jacques Herbrand, « Groupes topologiques, groupes fuchsiens, groupes libres », CRAS, vol. 192,‎ mars 1931, p. 724-726 (ISSN 0001-4036, lire en ligne)
- « Sur la théorie des corps de nombres de degré infini », CRAS, vol. 193,‎ octobre 1931, p. 504-506 (ISSN 0001-4036, lire en ligne)
- Jacques Herbrand et Claude Chevalley, « Nouvelle démonstration du théorème d'existence en théorie du corps de classes », CRAS, vol. 193,‎ novembre 1931, p. 814-815 (ISSN 0001-4036, lire en ligne)
- « Sur la théorie des groupes de décomposition, d'inertie et de ramification », Journal de mathématiques pures et appliquées, 9e série, vol. 10,‎ 1931, p. 481-498 (lire en ligne)
- « Sur la non-contradiction de l'Arithmétique », Journal für die reine und angewandte Mathematik, vol. 166, no 1,‎ novembre 1931, p. 1-8 (lire en ligne)
- « Sur les classes des corps circulaires », Journal de mathématiques pures et appliquées, 9e série, vol. 11,‎ 1932, p. 417-441 (lire en ligne)
- « Une propriété du discriminant des corps algébriques », Annales scientifiques de l'École Normale Supérieure, 3e série, vol. 39,‎ 1932, p. 105-112 (lire en ligne)
- « Théorie arithmétique des corps de nombres de degré infini. I. Extensions algébriques finies de corps infinis », Mathematische Annalen, vol. 106,‎ 1932, p. 473-501 (lire en ligne)
- (de) « Zur Theorie der algebraischen Funktionen », Mathematische Annalen, vol. 106,‎ 1932, p. 502 (lire en ligne)
- « Théorie arithmétique des corps de nombres de degré infini. II. Extensions algébriques de degré infini », Mathematische Annalen, vol. 108,‎ 1933, p. 699-717 (lire en ligne)
- Le développement moderne de la théorie des corps algébriques : corps de classes et lois de réciprocité, vol. 75, Paris, Gauthier-Villars, coll. « Mémorial des sciences mathématiques », 1936, 72 p. (lire en ligne)
- Écrits logiques : Suivis d'une Notice biographique, et d'une Note sur la pensée de Herbrand, Paris, Presses universitaires de France, coll. « Bibliothèque de philosophie contemporaine - Logique et philosophie des sciences », 1968 (ISBN 9782705903534)[5]